# Ampedus sanguinolentoides
Ampedus sanguinolentoides is een keversoort uit de familie kniptorren (Elateridae). De wetenschappelijke naam van de soort is voor het eerst geldig gepubliceerd in 2002 door Platia, Furlan & Gudenzi.